# Área de Conservação da Paisagem de Prangli
A Área de Conservação da Paisagem de Prangli é um parque natural localizado no Condado de Harju, na Estónia.
A área do parque natural é de 135 hectares.
A área protegida foi fundada em 1981 para proteger a floresta protegida de Prangli (em estoniano:  Prangli kaitsemets). Em 1999, a área protegida foi designada como área de conservação paisagística.